# Palingenia longicauda
Palingenia longicauda còn được gọi là Tisa hay phù du Tisza, theo tên sông Tisza ở Hungary nơi người ta tìm ra loài côn trùng này. Palingenis longicauda là loài côn trùng thủy sinh và dành thời gian 3 năm cuộc đời để phát triển ấu trùng trong lớp bùn dưới đáy sông. Sau khi nở, những con đực chỉ có thời gian tìm con cái để giao phối trong vài giờ và giao phối trước khi chết.
Con cái sau khi giao phối, bay lên thượng nguồn và thả trứng trên đường đi. Những quả trứng trôi dạt đến hạ lưu và sau 45 ngày sẽ nở thành ấu trùng, đào sâu ẩn mình dưới bùn trong ba năm.

## Hình ảnh

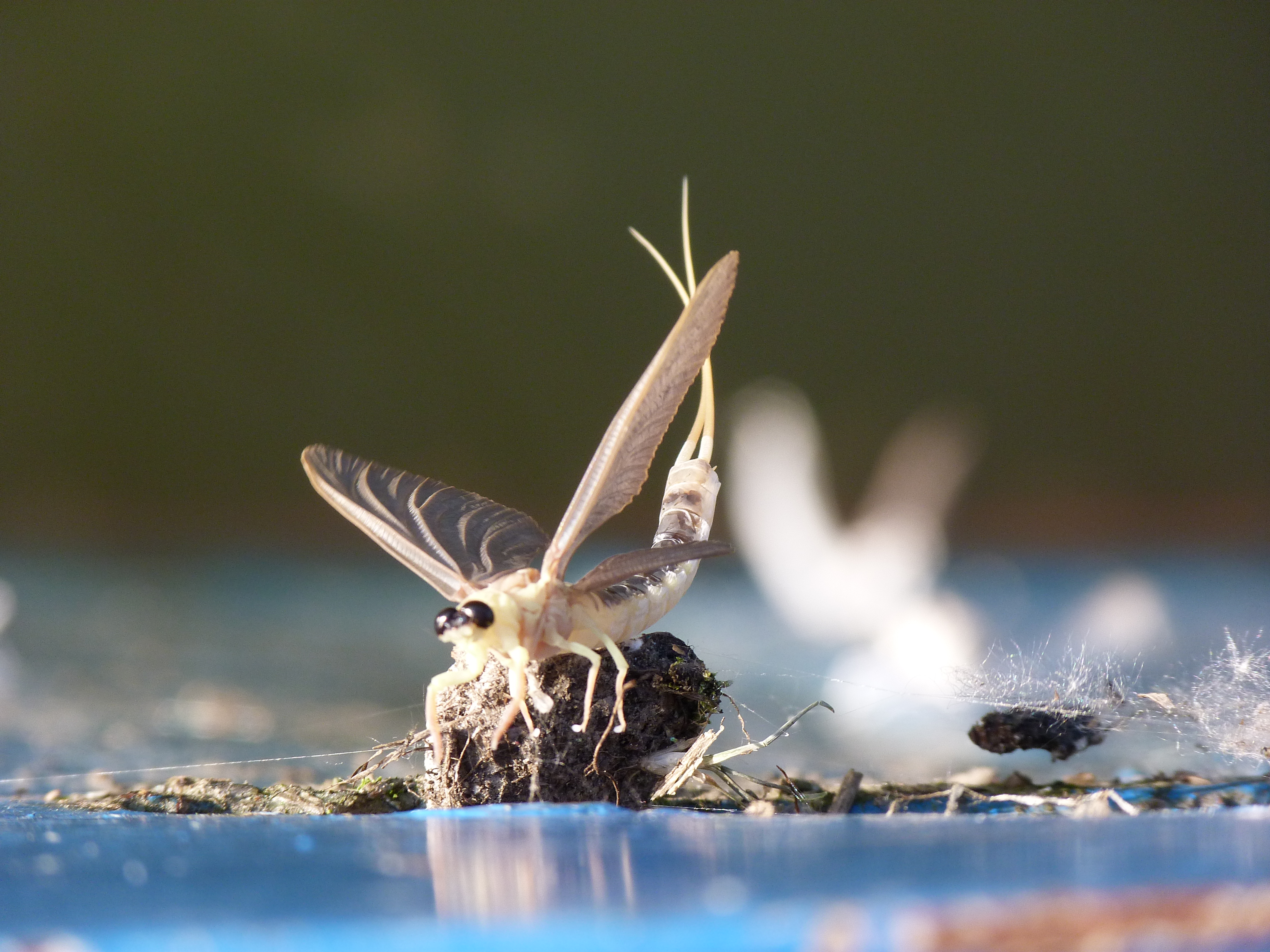